# Fieffes-Montrelet
Fieffes-Montrelet – miejscowość i gmina we Francji, w regionie Hauts-de-France, w departamencie Somma.
Według danych na rok 1990 gminę zamieszkiwało 291 osób, a gęstość zaludnienia wynosiła 30 osób/km² (wśród 2293 gmin Pikardii Fieffes-Montrelet plasuje się na 709. miejscu pod względem liczby ludności, natomiast pod względem powierzchni na miejscu 474.).